# Chapelle Saint-Eutrope d'Angers
La chapelle Saint-Eutrope était une chapelle de la ville d'Angers.

## Histoire

### Fondation
La chapelle Saint-Eutrope est la chapelle du prieuré de la Trinité de l'Esvière, fondé par Geoffroi Martel et dédiée en 1056.

### Disparition
La chapelle a été démolie en 1827.

### Évolution du vocable
La dédicace à l'évêque de Saintes, Eutrope, est le seul vocable de cet édifice.

### Évolution du statut durant la période d'activité
Saint-Eutrope n'a été que la chapelle prieurale de la Trinité de l'Esvière, même après la destruction de celui-ci durant la Guerre de Cent Ans. Elle était le siège de la paroisse de l'Esvière.